# 61 a. C.
El año 61 a. C. fue un año del calendario romano prejuliano. En la República romana, fue conocido como el año 693 Ab Urbe condita.

## Acontecimientos
- Publio Clodio Pulcro es designado questor en Sicilia.
- Cneo Pompeyo Magno vuelve victorioso de su campaña contra Mitrídates VI del Ponto; poco después se divorcia de Mucia Tercia.
- Hispania Ulterior: Julio César, propretor.[1] Campaña en el noroeste de la península ibérica contra los lusitanos. Relato de Dión Casio.

## Nacimientos
- Ptolomeo XIII, faraón egipcio.

## Fallecimientos
- Quinto Lutecio Catulo, cónsul romano en 78 a. C.